# Karivali
Karivali là một thị trấn thống kê (census town) của quận Thane thuộc bang Maharashtra, Ấn Độ.

## Nhân khẩu
Theo điều tra dân số năm 2001 của Ấn Độ, Karivali có dân số 12.933 người. Phái nam chiếm 77% tổng số dân và phái nữ chiếm 23%. Karivali có tỷ lệ 71% biết đọc biết viết, cao hơn tỷ lệ trung bình toàn quốc là 59,5%: tỷ lệ cho phái nam là 77%, và tỷ lệ cho phái nữ là 53%. Tại Karivali, 10% dân số nhỏ hơn 6 tuổi.